# Dødvægt
Dødvægt (forkortet DW fra eng. deadweight) er et skibsteknisk mål for skibets vægt-tonnage, som er summen af dets nyttelast og brændstofbeholdning.
Et skibs deplacement er summen af dets dødvægt og egenvægt. Målet kan opgives enten i SI-ton (1.000 kg) eller britiske tons (2.240 lb).